# تحلیل عیوب و ریزساختار به کمک پراش

تحلیل عیوب با استفاده از XRD

پراش اشعه ایکس اولین بار برای شناسایی ساختار مواد بلورین بکار گرفته شد. اما به زودی مشخص شد که ساختار واقعی مواد بلورین کاملاً پریودیک نیست. پس از آن کشف شد که مواد بلوری طبیعی و مصنوعی از نظم حالت ایده‌آل انحرافات زیادی دارند*.
بلورنگاری پرتوی ایکس یک راه قدرتمند در علم مهندسی مواد و زمین شناسی برای بررسی ساختارهای کریستالی مواد و تحلیل عیوب مختلف در ساختار کریستال مانند عیوب نقطه ای، نا به جایی ها و دوقلویی است. بلورنگاری پرتوی ایکس یک روش غیرمخرب است که می توان با آن اطلاعات دقیقی در مورد نظم اتمی در ساختار های کریستالی را بدست آورد. به طوری که با تجزیه الگوهای پراش، پژوهشگران قادر به شناسایی انواع خطا مانند جابه جایی های لبه ای، جا به جایی های پیچیدگی و خطاهای صفحه ای هستند و توزیع آن ها در داخل مواد را تعیین می کنند. آن ها همچنین از بلورنگاری پرتوی ایکس برای اندازه گیری چگالی این خطاها  و بررسی تاثیر آن ها بر ویژگی های مواد مانند استحکام مکانیکی، هادی سازی الکتریکی و رفتار نوری مواد استفاده می کنند. 
کارآمد بودن پراش اشعه ایکس برای تجزیه و تحلیل خطا در مواد بلورین و برجستگی های آن ها و مطالعه بین خطاهای بلوری و ویژگی های مواد پیامدهای زیادی در حوضه های مختلف شامل مهندسی مواد، فناوری نیمه رسانا و علوم زمین شناسی  داشته است. جایی که درک و کنترل خطاهای بلورین برای بهینه سازی عملکرد و قابلیت مواد حائز اهمیت است.
بنابراین مطالعهٔ ساختار حقیقی جامدات و انحرافات مختلف از حالت ایده‌آل اهمیت زیادی دارد. مبحث بررسی نابجایی‌ها و ریزساختار به کمک پراش به این موضوع اختصاص دارد.

## تحلیل ریز ساختارها به کمک پراش
تجزیه و تحلیل میکروساختار برای درک رفتار مواد تحت شرایط مختلف ضروری است. پراش اشعه ایکس یک تکنیک گسترده‌ استفاده شده برای تجزیه و تحلیل ساختار بلورهای مواد است، و قابلیت ارائه اطلاعات دقیق درباره ویژگی‌های میکروساختاری موجود در مواد بلوری را دارد. با بررسی مواد مختلف مشاهده می شود که مواد با ریزساختارهای متفاوت، الگوهای XRD متفاوتی نیز دارند. و با بررسی خواص مواد و ویژگی ریزساختارها میتوان نشان داد که اندازه دانه، بافت و عیب ها به طور قابل ملاحظه ای بر خواص مکانیکی نظیر استحکام، کشش پذیری، مقاومت و خستگی تاثیر دارند. به طوری که تحلیل ریزساختار ها در درک خصوصیات و رفتار جامدات حائز اهمیت است.

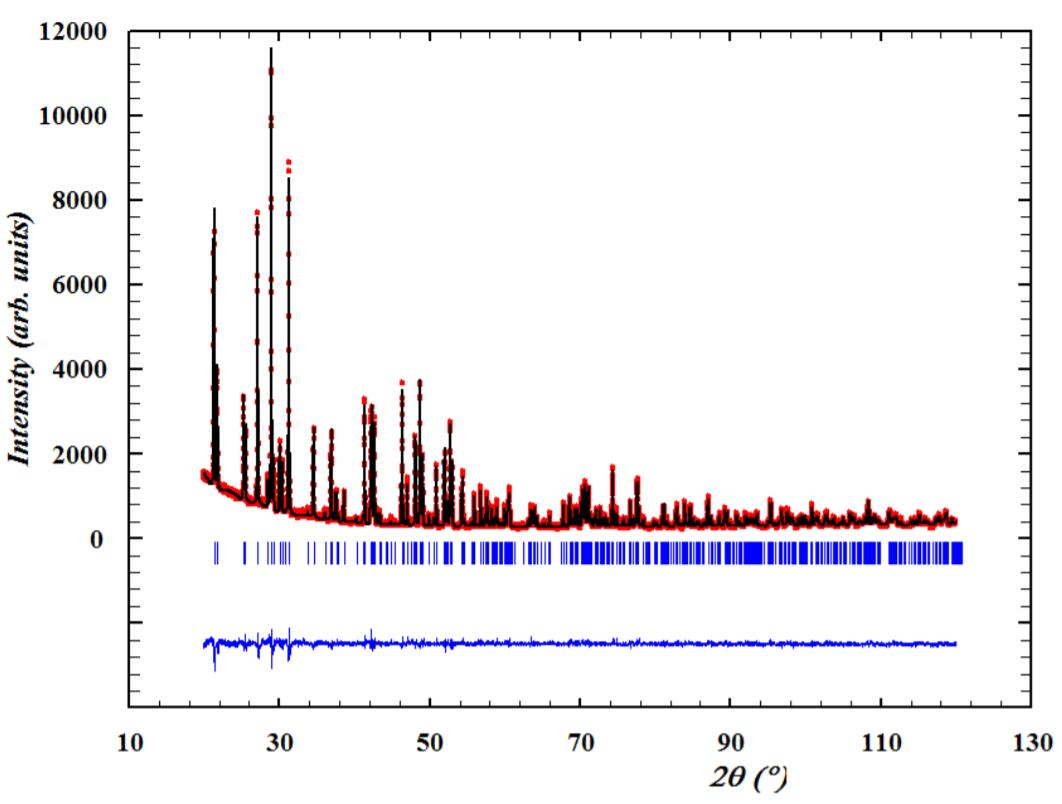
تحلیل ریزساختار با استفاده از XRD

از روش های تجزیه پهنای نوار، مناسب سازی پروفایل خط و تجزیه تنش باقیمانده استفاده می شود تا اطلاعات درباره ویژگی های ریزساختارها از داده های XRD استخراج شوند. به طوری که تجزیه پهنای نوار، اطلاعات درباره اندازه دانه متوسط وتوزیع اندازه دانه در داخل مواد را فراهم می کند. مناسب سازی پروفایل خط باعث کشف حضور عیوب در ساختارهای بلور می شود و توزیع تنش های باقیمانده کمک میکند تا تا توزیع تنش های داخلی در داخل مواد و همبستگی آن ها با ویژگی های میکروساختار را درک کنیم. 

## تحلیل عیوب به کمک پراش
پراش اشعه ایکس (XRD) یک تکنیک قدرتمند برای تجزیه و تحلیل ساختارهای بلوری و شناسایی عیوب است. در حالی که XRD اصولاً برای تعیین ساختار بلور و ترکیب فازی مواد استفاده می‌شود، اما همچنین می‌تواند اطلاعات ارزشمندی در مورد عیوب بلوری فراهم کند. در ادامه توضیح داده شده است که چگونه XRD می‌تواند برای تحلیل عیوب در ساختارهای بلوری استفاده شود:
1. پهنای نوک: یکی از نشانگرهای کلیدی عیوب بلور در الگوهای XRD پهنای نوک است. وقتی یک بلور عیوبی مانند انحرافات، اشکال توده‌ای یا مرزهای دانه‌ای دارد، نوک‌های پراش به دلیل ترتیب نامناسب اتم‌ها در این مناطق، پهن‌تر می‌شوند. با تجزیه و تحلیل عرض و شکل نوک‌های پراش، پژوهشگران می‌توانند وجود عیوب را استنباط کنند.
2. تجزیه تکمیل خط: تجزیه دقیق شکل نوک‌های پراش با استفاده از روش‌های تجزیه تکمیل خط مانند نمودار Williamson-Hall یا معادله Scherrer می‌تواند اطلاعات کمّی در مورد اندازه و توزیع اندازه‌های کریستال و کشش در داخل ماده فراهم کند. این ممکن است به وجود عیوب در تورم بلور مربوط شود.
3. شیفت نوک: حضور عیوب ممکن است باعث شیفت کوچک در موقعیت نوک‌های پراش شود. این شیفت‌ها اغلب نشانگر انحرافات تورم بلور به دلیل عیوبی مانند جای خالی، فضای مابین، یا آلودگی‌ها هستند. با دقت در تجزیه و تحلیل موقعیت نوک‌ها، پژوهشگران می‌توانند در فهم طبیعت عیوب حاضر در ساختار بلور کمک کنند.
4. تجزیه بافت: XRD می‌تواند برای مطالعه جهت ترجیح یا بافت کریستال‌ها در داخل یک ماده استفاده شود. انحرافات در الگوهای بافت ممکن است نشانگر عیوب مانند انحرافات و خطایات زاویه‌ای مرز دانه باشند.
5. تجزیه تنش باقیمانده: عیوب بلور ممکن است باعث تولید تنش‌های باقیمانده در داخل یک ماده شود که منجر به شیفت پهنای نوک‌ها در الگوهای XRD شود. با انجام تجزیه تنش باقیمانده با استفاده از XRD، پژوهشگران ممکن است به طور غیرمستقیم وجود عیوب که منجر به این تنش‌ها هستند، را استنباط کنند.
6. تکنيك هاي تركيبي: XRD مي‌تواند با روش‌های ديگر مانند TEM یا SEM به منظور مشاهده و تأييد مستقيم حضور عيوب شناسايي شده از طريق تجزيه XRD، تكميل شود.
چند روش پراش اشعه ایکس برای تحلیل ساختار واقعی مواد ابداع شده‌اند. از جمله روش پفلاند-موریتز (۱۹۹۲)* و همچنین روش ولبری-بولتز(۱۹۹۴)*
تکنیک‌هایی نیز وجود دارند که از عریض شدن خطوط پراش، واریانس پیک‌ها، ضرایب فوریه و… برای شناسایی عیوب خطی، عیوب صفحه‌ای، اندازهٔ ناحیهٔ همدوس، پاراکریستالی بودن، کرنش در شبکه و … استفاده می‌کنند.
با دقت در تجزيه و تحليل الگوي XRD و استفاده از روش‌های پيشرفته تحليل داده، پژوهشگران مي‌توانند به دست آوردن الگوي قابل قبولي از طبيعت و توزيع عيوب در ساختار بلور، كمك كرده و به فهم جامعي از خصوصيات و رفتار ماده منجر شوند.

## تاریخچهٔ منابع
اولین مقاله در مورد آنالیز ساختار واقعی مواد چگال به کمک پراش اشعه ایکس توسط کیتایی گورودسکی نوشته شده و در سال ۱۹۵۲ چاپ شد*. مدت اندکی پس از آن دو کتاب به نام‌های تئوری و تکنیک رادیوکریستالوگرافی توسط گوینر(۱۹۵۶)* و تحلیل مستقیم پراش ماده توسط هوسمان(۱۹۶۲)* چاپ شدند. بعدها منابع متعدد دیگری در این زمینه به چاپ رسیدند. به طور مثال در دانشگاه کمبریج یک پژوهش در مورد تحلیل عیوب و ریزساختارها به کمک پراش اشعه ایکس انجام شده است که در آن با کمک پراش اشعه ایکس به بررسی ساختار مواد مختلف و تجزیه و تحلیل انواع عیوب موجود در ساختار آن ها پرداخته شده است. این مطالعه شامل تجزیه و تحلیل کانی های مصنوعی و طبیعی و همچنین مواد مهندسی شده مانند فیلم های نازک و نانوذرات بود. پژوهشگران از پراش اشعه ایکس برای بدست آوردن الگوهای پراش از نمونه ها استفاده کردند که اطلاعاتی درباره اندازه، جهت وشکل بلورها و همچنین وجود خطاهای بلوری فراهم می کند. 
پژوهش های جاری در این حوضه ادامه دارد و به پیشبرد درک عیوب و نقص های بلورین و نقش آن در تعیین ویژگی مواد کمک می کند.